# Seznam dílů seriálu Heuréka – město divů
Toto je seznam dílů seriálu Heuréka – město divů.

## Přehled řad
| Řada | Díly | Premiéra v USA    | Premiéra v USA    | Premiéra v ČR  | Premiéra v ČR    |
| Řada | Díly | První díl         | Poslední díl      | První díl      | Poslední díl     |
| ---- | ---- | ----------------- | ----------------- | -------------- | ---------------- |
| 1    | 12   | 18. července 2006 | 3. října 2006     | 2. dubna 2009  | 25. června 2009  |
| 2    | 13   | 10. července 2007 | 2. října 2007     | 15. září 2009  | 8. prosince 2009 |
| 3    | 18   | 29. července 2008 | 18. září 2009     | 9. března 2010 | 7. dubna 2010    |
| 4    | 21   | 9. července 2010  | 6. prosince 2011  | 25. září 2011  | 8. září 2012     |
| 5    | 13   | 16. dubna 2012    | 16. července 2012 | 9. září 2012   | 21. října 2012   |

## Seznam dílů

### První řada (2006)
| Č. v seriálu | Č. v řadě | Původní název      | Český název          | Režie            | Scénář                                                                    | Premiéra v USA    | Premiéra v ČR                                |
| ------------ | --------- | ------------------ | -------------------- | ---------------- | ------------------------------------------------------------------------- | ----------------- | -------------------------------------------- |
| 1            | 1         | Pilot              | Město jménem Heuréka | Peter O'Fallon   | Andrew Cosby a Jaime Paglia                                               | 18. července 2006 | 2. dubna 2009 (1. díl)9. dubna 2009 (2. díl) |
| 2            | 2         | Many Happy Return  | Přešťastné návraty   | Jefery Levy      | Andrew Cosby a Jaime Paglia                                               | 25. července 2006 | 16. dubna 2009                               |
| 3            | 3         | Before I Forget    | Než zapomenu         | Michael Robison  | námět: Karl Schaefer scénář: John Rogers                                  | 1. srpna 2006     | 23. dubna 2009                               |
| 4            | 4         | Alienated          | Spiklenci            | Marita Grabiak   | námět: Varina Bleil a Betsy Landis scénář: Harry Victor a Dan E. Fesman   | 8. srpna 2006     | 30. dubna 2009                               |
| 5            | 5         | Invincible         | Nezranitelný         | Michael Grossman | Dan E. Fesman                                                             | 15. srpna 2006    | 7. května 2009                               |
| 6            | 6         | Dr. Nobel          | Doktor Nobel         | Jeff Woolnough   | Dan E. Fesman a Harry Victor                                              | 22. srpna 2006    | 14. května 2009                              |
| 7            | 7         | Blink              | Mžik                 | Jeffery Levy     | Andrew Cosby a Jaime Paglia                                               | 29. srpna 2006    | 21. května 2009                              |
| 8            | 8         | Right as Raynes    | Z masa a kostí       | Michael Rohl     | Johanna Stokes                                                            | 5. září 2006      | 28. května 2009                              |
| 9            | 9         | Primal             | Pud                  | Colin Bucksey    | námět: Karl Schaefer a Martin Weiss scénář: Martin Weiss a Johanna Stokes | 12. září 2006     | 4. června 2009                               |
| 10           | 10        | Purple Haze        | Nachový opar         | David Straiton   | námět: Andrew Cosby a Jaime Paglia scénář: Johanna Stokes                 | 19. září 2006     | 11. června 2009                              |
| 11           | 11        | H.O.U.S.E. Rules   | Pravidla cvokárny    | Jeff Woolnough   | Harry Victor                                                              | 26. září 2006     | 18. června 2009                              |
| 12           | 12        | Once in a Lifetime | Jednou za život      | Michael Lange    | námět: Jaime Paglia a Johanna Stokes scénář: Jaime Paglia a Andrew Cosby  | 3. října 2006     | 25. června 2009                              |

### Druhá řada (2007)
| Č. v seriálu | Č. v řadě | Původní název                       | Český název                     | Režie            | Scénář                                            | Premiéra v USA    | Premiéra v ČR      |
| ------------ | --------- | ----------------------------------- | ------------------------------- | ---------------- | ------------------------------------------------- | ----------------- | ------------------ |
| 13           | 1         | Phoenix Rising                      | Zrození Fénixe                  | Michael Rohl     | Jaime Paglia                                      | 10. července 2007 | 15. září 2009      |
| 14           | 2         | Try, Try Again                      | Zkoušej to dál                  | Michael Nankin   | Charlie Craig                                     | 17. července 2007 | 22. září 2009      |
| 15           | 3         | Unpredictable                       | Bouřková fronta                 | Robert Lieberman | Thania St. John                                   | 24. července 2007 | 29. září 2009      |
| 16           | 4         | Games People Play                   | Prazvláštní hry                 | Michael Rohl     | Johanna Stokes                                    | 31. července 2007 | 6. října 2009      |
| 17           | 5         | Duck Duck Goose                     | Potrefené husy                  | Michael Lange    | Ethan Matthew Lawrence                            | 7. srpna 2007     | 13. října 2009     |
| 18           | 6         | Noche de Suenos                     | Noc plná snů                    | Eric Laneuville  | Jaime Paglia                                      | 14. srpna 2007    | 20. října 2009     |
| 19           | 7         | Family Reunion                      | Rodinné shledání                | Michael Lange    | námět: Jane Espenson scénář: Anne Cofell Saunders | 21. srpna 2007    | 27. října 2009     |
| 20           | 8         | E = MC…?                            | Vím, že nic nevím               | Tim Matheson     | Bruce Miller                                      | 28. srpna 2007    | 3. listopadu 2009  |
| 21           | 9         | Sight Unseen                        | Nevídaná podívaná               | Donna Deitch     | Charlie Craig a Thania St. John                   | 4. září 2007      | 10. listopadu 2009 |
| 22           | 10        | God Is in the Details               | Boží dopuštění                  | Michael Rohl     | Eric Wallace                                      | 11. září 2007     | 17. listopadu 2009 |
| 23           | 11        | Maneater                            | Objekt touhy                    | Michael Robison  | Bruce Miller                                      | 18. září 2007     | 24. listopadu 2009 |
| 24           | 12        | All That Glitters… (Part 1)         | Není všechno zlato co se třpytí | Michael Grossman | Thania St. John                                   | 25. září 2007     | 1. prosince 2009   |
| 25           | 13        | A Night at Global Dynamics (Part 2) | Noc v Global Dynamics           | Michael Lange    | Jaime Paglia                                      | 2. října 2007     | 8. prosince 2009   |

### Třetí řada (2008-2009)
| Č. v seriálu | Č. v řadě | Původní název                  | Český název                | Režie              | Scénář                                                                             | Premiéra v USA    | Premiéra v ČR   |
| ------------ | --------- | ------------------------------ | -------------------------- | ------------------ | ---------------------------------------------------------------------------------- | ----------------- | --------------- |
| 26           | 1         | Bad to the Drone               | Vzpoura strojů             | Bryan Spicer       | Jaime Paglia                                                                       | 29. července 2008 | 9. března 2010  |
| 27           | 2         | What About Bob?                | Kde je Bob ?               | Fred Gerber        | Charlie Craig                                                                      | 5. srpna 2008     | 10. března 2010 |
| 28           | 3         | Best in Faux                   | Umělý šampion              | Paul Holohan       | Bruce Miller                                                                       | 12. srpna 2008    | 11. března 2010 |
| 29           | 4         | I Do Over                      | Časová smyčka              | Matt Earl Beesley  | Thania St. John                                                                    | 19. srpna 2008    | 15. března 2010 |
| 30           | 5         | Show Me the Mummy              | Tajemství mumie            | Ernest Dickerson   | Curtis Kheel                                                                       | 26. srpna 2008    | 16. března 2010 |
| 31           | 6         | Phased and Confused            | Fáze, fáze, fázičky        | Michael Robison    | Nick Wauters                                                                       | 9. září 2008      | 17. března 2010 |
| 32           | 7         | Here Come the Suns             | Dvě Slunce                 | Oz Scott           | Jaime Paglia a Eric Wallace                                                        | 16. září 2008     | 18. března 2010 |
| 33           | 8         | From Fear to Eternity          | Věc Heuropulos             | Eric Laneuville    | Thania St. John                                                                    | 23. září 2008     | 22. března 2010 |
| 34           | 9         | Welcome Back Carter            | Vítej zpátky, Cartere      | Matthew Diamond    | Bruce Miller                                                                       | 10. července 2009 | 23. března 2010 |
| 35           | 10        | Your Face or Mine?             | S cizí tváří               | Colin Ferguson     | Jaime Paglia                                                                       | 17. července 2009 | 24. března 2010 |
| 36           | 11        | Insane in the P-Brane          | Brána do páté dimenze      | Steve Miner        | Thania St. John                                                                    | 24. července 2009 | 25. března 2010 |
| 37           | 12        | It's Not Easy Being Green      | Malý zelený mužík          | Sarah Pia Anderson | Curtis Kheel                                                                       | 31. července 2009 | 29. března 2010 |
| 38           | 13        | If You Build It…               | Signál z vesmíru           | Mike Rohl          | Bruce Miller                                                                       | 7. srpna 2009     | 30. března 2010 |
| 39           | 14        | Ship Happens                   | Přistání po dvaceti letech | Chris Fisher       | Charlie Craig                                                                      | 14. srpna 2009    | 31. března 2010 |
| 40           | 15        | Shower the People              | Smrtonosná voda            | Stephen Surjik     | Thania St. John                                                                    | 21. srpna 2009    | 1. dubna 2010   |
| 41           | 16        | You Don't Know Jack            | Vše zapomenuto             | James Head         | Eric Wallace                                                                       | 28. srpna 2009    | 5. dubna 2010   |
| 42           | 17        | Have an Ice Day                | Ledové jádro               | Joe Morton         | námět: Joan Binder Weiss a Constance M. Burge scénář: Bruce Miller a Charlie Craig | 11. září 2009     | 6. dubna 2010   |
| 43           | 18        | What Goes Around, Comes Around | Loučení                    | Matt Hastings      | Jaime Paglia                                                                       | 18. září 2009     | 7. dubna 2010   |

### Čtvrtá řada (2010-2011)
| Č. v seriálu | Č. v řadě | Původní název                | Český název           | Režie                      | Scénář                                                  | Premiéra v USA    | Premiéra v ČR      |
| ------------ | --------- | ---------------------------- | --------------------- | -------------------------- | ------------------------------------------------------- | ----------------- | ------------------ |
| 44           | 1         | Founders' Day                | Den zakladatelů       | Matt Hastings              | Jaime Paglia                                            | 9. července 2010  | 25. září 2011      |
| 45           | 2         | A New World                  | Nový svět             | Michael Robison            | Bruce Miller                                            | 16. července 2010 | 1. října 2011      |
| 46           | 3         | All the Rage                 | K vzteku              | Michael Rohl               | Kira Snyder                                             | 23. července 2010 | 2. října 2011      |
| 47           | 4         | The Story of O2              | Otrava kyslíkem       | Colin Ferguson             | námět: Jill Blotevogel scénář: Eric Tuchman             | 30. července 2010 | 8. října 2011      |
| 48           | 5         | Crossing Over                | Protnutí minulosti    | Michael Robison            | Paula Yoo                                               | 6. srpna 2010     | 9. října 2011      |
| 49           | 6         | Momstrosity                  | Monstrózní láska      | Michael Rohl               | Terri Hughes Burton a Ron Milbauer                      | 13. srpna 2010    | 15. října 2011     |
| 50           | 7         | Stoned                       | Na beton              | Joe Morton                 | Eric Wallace                                            | 20. srpna 2010    | 16. října 2011     |
| 51           | 8         | The Ex-Files                 | Akta Ex               | Chris Fisher               | Amy Berg                                                | 27. srpna 2010    | 22. října 2011     |
| 52           | 9         | I'll Be Seeing You           | Uvidíme se včera      | Michael Robison            | Jaime Paglia                                            | 10. září 2010     | 23. října 2011     |
| 53           | 10        | O Little Town                | Vánoční nadělení      | Matt Hastings              | Eric Tuchman                                            | 7. prosince 2010  | 29. října 2011     |
| 54           | 11        | Liftoff                      | Start                 | Mike Rohl                  | námět: Jaime Paglia a Bruce Miller scénář: Bruce Miller | 11. července 2011 | 30. října 2011     |
| 55           | 12        | Reprise                      | Repríza               | Matt Hastings              | Amy Berg                                                | 18. července 2011 | 5. listopadu 2011  |
| 56           | 13        | Glimpse                      | Záblesk               | Michael Robison            | Ed Fowler                                               | 25. července 2011 | 6. listopadu 2011  |
| 57           | 14        | Up in the Air                | V oblacích            | Alexandra LaRoche          | Kira Snyder                                             | 1. srpna 2011     | 12. listopadu 2011 |
| 58           | 15        | Omega Girls                  | Mezi námi děvčaty     | Salli Richardson-Whitfield | Eric Wallace a Jaime Paglia                             | 8. srpna 2011     | 13. listopadu 2011 |
| 59           | 16        | Of Mites and Men             | O mravencích a lidech | Mike Rohl                  | Terri Hughes Burton a Ron Milbauer                      | 15. srpna 2011    | 19. listopadu 2011 |
| 60           | 17        | Clash of the Titans          | Souboj Titanů         | Michael Robison            | Eric Tuchman a Paula Yoo                                | 22. srpna 2011    | 20. listopadu 2011 |
| 61           | 18        | This One Time at Space Camp… | Tenkrát na táboře     | Andrew Seklir              | Amy Berg                                                | 29. srpna 2011    | 26. listopadu 2011 |
| 62           | 19        | One Small Step               | Malý krůček           | Michael Robison            | Bruce Miller                                            | 12. září 2011     | 27. listopadu 2011 |
| 63           | 20        | One Giant Leap               | Obrovský skok         | Matt Hastings              | Jaime Paglia                                            | 19. září 2011     | 3. prosince 2011   |
| 64           | 21        | Do You See What I See        | Vidíš to co já?       | Matt Hastings              | Amy Berg a Eric Tuchman                                 | 6. prosince 2011  | 8. září 2012       |

### Pátá řada (2012)
| Č. v seriálu | Č. v řadě | Původní název       | Český název           | Režie                      | Scénář                                     | Premiéra v USA    | Premiéra v ČR  |
| ------------ | --------- | ------------------- | --------------------- | -------------------------- | ------------------------------------------ | ----------------- | -------------- |
| 65           | 1         | Lost                | Ztraceni              | Matt Hastings              | Jaime Paglia                               | 16. dubna 2012    | 9. září 2012   |
| 66           | 2         | The Real Thing      | Ve skutečnosti        | Michael Robison            | Bruce Miller                               | 23. dubna 2012    | 15. září 2012  |
| 67           | 3         | Force Quit          | Vynucené ukončení     | Mike Rohl                  | Terri Hughes Burton a Ron Milbauer         | 30. dubna 2012    | 16. září 2012  |
| 68           | 4         | Friendly Fire       | Do vlastních řad      | Mike Rohl                  | Amy Berg                                   | 7. května 2012    | 22. září 2012  |
| 69           | 5         | Jack of All Trades  | Carter celý bez sebe  | Jaime Paglia               | námět: Jaime Paglia scénář: Eric Wallace   | 14. května 2012   | 23. září 2012  |
| 70           | 6         | Worst Case Scenario | Nejhorší možný scénář | Salli Richardson-Whitfield | Jill Blotevogel                            | 21. května 2012   | 29. září 2012  |
| 71           | 7         | Ex Machina          | Deus ex Machina       | Michael Robison            | Kira Snyder                                | 4. června 2012    | 30. září 2012  |
| 72           | 8         | In Too Deep         | Hloubka vztahu        | Colin Ferguson             | Terri Hughes Burton a Ron Milbaugher       | 11. června 2012   | 6. října 2012  |
| 73           | 9         | Smarter Carter      | Génius Carter         | Alexandra LaRoche          | Paula Yoo a Ed Fowler                      | 18. června 2012   | 7. října 2012  |
| 74           | 10        | The Honeymooners    | Sen o líbánkách       | Joe Morton                 | Eric Tuchman                               | 25. června 2012   | 13. října 2012 |
| 75           | 11        | Mirror, Mirror      | Za zrcadlem           | Mike Rohl                  | Bruce Miller                               | 2. července 2012  | 14. října 2012 |
| 76           | 12        | Double Take         | Přetvářka             | Matt Hastings              | Margaret Dunlap, Nina Fiore a John Herrera | 9. července 2012  | 20. října 2012 |
| 77           | 13        | Just Another Day    | Takový normální den   | Matt Hastings              | Takový normální den                        | 16. července 2012 | 21. října 2012 |